# S-Video

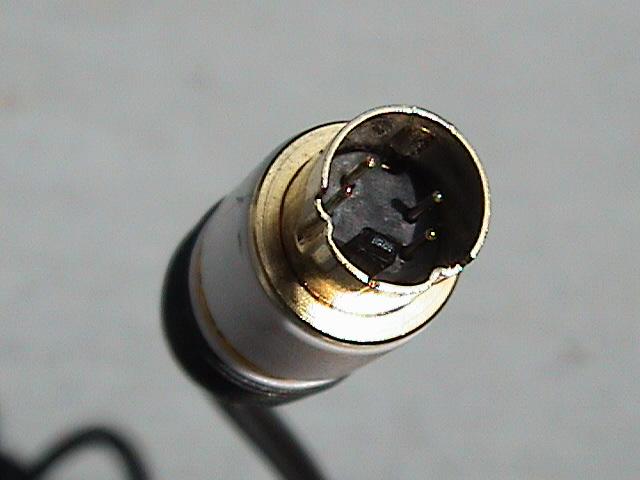
Une prise vidéo à composantes séparées de type Hosiden / Ushiden.

S-Video ou Separate Video ou encore Y/C désigne un signal vidéo analogique dont la luminance et la chrominance sont véhiculées séparément. Le mode S-Video exploite ainsi deux conducteurs ou circuits séparés (câbles coaxiaux distincts). Il peut exploiter le codage PAL à 625 lignes ou le NTSC à 525 lignes.
Ce procédé est utilisé  dans les dispositifs et appareils vidéo analogiques S-VHS et Hi-8, dans l'ancienne norme TV D2-MAC ainsi que pour la base de codage des fichiers d'images numérisées JPEG ou de flux multimédias MPEG.
Le connecteur principalement utilisé pour le S-Video est de type Hosiden / Ushiden japonais à 4 broches souvent confondu avec la norme allemande de Connecteur DIN. Il est exploité sur certains anciens micro-ordinateurs Apple Macintosh pour y véhiculer le protocole ADB.
Ce mode supprime le plus souvent la dégradation du signal vidéo composite engendrée par certaines interférences ou intermodulations entre les deux informations noir et blanc (luminance) et couleur (chroma) désignée techniquement par (cross-luma et cross-color) et dont le résultat se traduit par une image brouillée ou dénaturée par rapport à la source vidéo.
Avec le développement et le succès de la vidéo numérique à partir des années 2000, la connectique S-Video est progressivement remplacée par le format HDMI ou DVI.

## Principes techniques
À la différence du mode vidéocomposite ou du mode à composantes séparées YUV ou combinées, le signal de luminance et de synchronisation (signal vidéo noir et blanc avec syncrhonisation) est séparé de la chrominance (signal vidéo codé en couleurs avec synchronisation), laquelle est toujours véhiculée sur un seul signal modulé et synchronisé, pour combiner les deux composantes de différenciation des couleurs ; cette combinaison exploite l'encodage couleurs NTSC ou PAL. Il n'existe jamais de mode S-Video exploitant le signal SÉCAM, lequel utilise une synchronisation temporelle de la couleur spécifique.

## Avantages techniques
La vidéo à composantes séparées permet d'optimiser la bande passante du signal de chrominance exploitée, sans nécessiter de filtrage réducteur. Ce clipping nécessaire pour la production d'un signal vidéo composite s'effectue par des filtres passe-bande qui diminuent significativement la bande passante du signal de chrominance, au point d'en réduire la définition ou le détail, comme en télédiffusion hertzienne conventionnelle. Cela produit alors certains inconvénients : instabilité de phase en codage NTSC ou médiocre alternance des signaux chromatiques d'une ligne sur l'autre en codage PAL ou division par deux de la résolution verticale en chrominance pour le SÉCAM, ce qui représente toutefois dans ce dernier cas, un inconvénient moindre que l'encodage vidéo composite NTSC. La chrominance S-Video est donc codée en PAL, indépendamment des formats d'image utilisés dans les différents pays (format 480i synchronisé à 525/59,94 Hz en NTSC ou PAL à la norme M, ou format 576i synchronisé à 625/50 Hz). La qualité perçue est sensiblement améliorée, notamment pour les vidéogrammes analogiques sur bande magnétique, tels les films achetés ou loués sur cassettes au format S-VHS.

## Conversion S-Video versvidéo composite
Certains connecteurs ou adaptateurs de conversion de « vidéo à composantes séparées » vers « vidéo composite » se contentent de mélanger les deux signaux. Ces dispositifs « passifs » accusent toutefois un défaut majeur : en cas de dépassement de certains seuils (niveaux), le signal de chrominance peut « déborder » de la bande passante allouée et altérer le signal de luminance, au point de produire des artefacts visibles sur l'image.
La plupart des équipements exploitant le mode S-Video (Y/C) n'appliquent aucun filtre passe-bande sur le signal de chrominance. Ce signal peut en être alors affecté : un signal S-Video destiné à être dématricé par un décodeur couleurs adapté. Il constitue une amélioration notable par rapport au signal vidéo composite, lequel n'exploite qu'une bande passante en chrominance plus réduite. Le mode S-Video améliore nettement le rendu et la précision du signal de luminance car celui-ci n'est pas modulé, contrairement avec le mode vidéo composite).
Le mode S-Video véhicule également les données de synchronisation (et blanking, références des niveaux entre le noir et l'intensité blanc maximum, combinés au signal de luminance. Au standard NTSC, il permet également de transporter le signal de référence colorimétrique (impulsion color burst) nécessaire au verrouillage de phase couleurs et ajuste l'amplitude du signal de chrominance, lors du décodage couleurs à ce standard.

## Dénomination
S-Video peut désigner à la fois :
- Le signal de la vidéo à deux composantes séparées, c'est le signal vidéo luminance non modulé et séparé du signal de chrominance composite modulé.
- Le connecteur vidéo au format Hosiden / Ushiden à 5 conducteurs et 4 broches et non pas « mini DIN » : 1 broche luminance (Y), 1 broche chrominance plus 2 broches de masse (1 pour Y, 1 pour C) du câble qui véhicule le signal vidéo S-Video et le conducteur de blindage (masse externe).

L'abréviation commerciale « S-Video » pour « Super-Vidéo » et improprement désigné par « Sony-Vidéo » a été exploité commercialement par cette marque ayant utilisé en premier un connecteur Hosiden / Ushiden à 4 broches pour véhiculer ce signal sur deux paires coaxiales asymétriques de moins de 2 mètres.

## Qualité comparée du mode S-Video et compatibilités
Les prises Péritel apparues après 1995 sur certains équipements permettent de véhiculer les signaux S-Video entrants, (PAL ou NTSC) pour la chrominance composite. Ce mode nécessite toutefois un câblage blindé de moins de 2 mètres pour préserver la qualité des signaux vidéo asymétriques.
Le mode S-Video est moins performant que le mode RVB grand public ou à composantes séparées (YUV ainsi que ses déclinaisons YPbPr, YCbCr ou YDbDr, principalement destinées à la vidéo professionnelle.
Il ne permet pas d'exploiter de signal audio, lequel est exploité sur des câbles séparés, ni les données numériques non incluses ou insérées dans le VBI, comme le télétexte, V chip, close caption... à la différence des connecteurs Péritel. Il est donc nécessaire d'adjoindre un cordon spécifique et une connectique complémentaire pour exploiter le son.

## Autres connecteurs

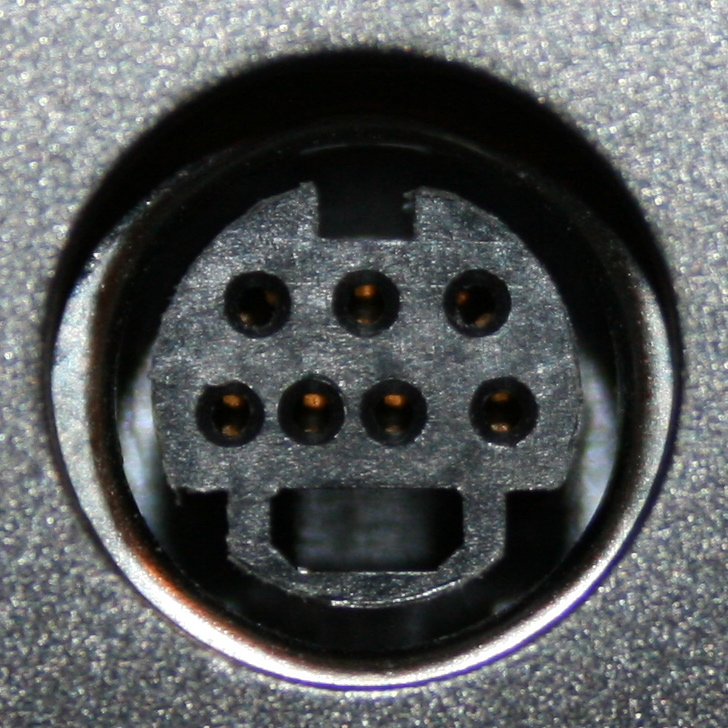
Prise Hosiden / Ushiden à 7 broches.

Certains fabricants utilisent des connecteurs similaires au standard à 4 broches, nécessitant des câbles correspondant. Voici quelques exemples de connecteurs différents :

### Hosidenà 7 broches
Des connecteurs non standardisés à 7 broches(appelés parfois "7P") de type Hosiden / Ushiden sont utilisés sur certains équipements informatiques. Ces connecteurs sont électriquement compatibles avec les connecteurs 4 broches mais aucun standard ne définit la disposition des connexions. Les broches supplémentaires peuvent être utilisés par certains fabricants pour véhiculer des signaux complémentaires.

### Entrée-sortie vidéo 9 broches
Ces connecteurs sont utilisés sur des systèmes qui acceptent une entrée vidéo en même temps qu'une sortie. Il n'y a aucun standard pour la disposition des différents canaux sur les broches, et deux connecteurs incompatibles existent.